# Ophisurus
Ophisurus is een geslacht van straalvinnige vissen uit de familie van slangalen (Ophichthidae).
De wetenschappelijke naam van het geslacht werd in 1800 voor het eerst gepubliceerd door Bernard Germain de Lacépède.

## Soorten
- Ophisurus macrorhynchos Bleeker, 1853
- Ophisurus serpens Linnaeus, 1758